# Вілардиїн
Вілардіїн — нейроактивна речовина, агоніст АМРА- та каїнатних рецепторів. Вперше була виділена з насіння одного з видів акацій (Acacia willariana), за латинської назвою якої отримала і свою назву. При дії на нервову систему виявляє екситотоксичні властивості.